# Joseph Piosasque de Non
Joseph Graf Piosasque de Non (* 25. September 1681 in Turin; † 3. Mai 1776 in München) war ein bayerischer Feldmarschall und Diplomat.

## Leben
Die Familie de Non war laut Johann Heinrich Zedler „ein gräfliches, teils im Herzogtum Savoyen, teils im Kurfürstentum Bayern blühendes Geschlecht.“
Mit der Kurfürstin Henriette Adelaide von Savoyen kamen italienische Edelleute nach Bayern. Die Minucci, Livizzani, Rambaldi, Gabrielli, Nogarola, Arco und di None wurden durch Ankauf von Hofmarken und Edelsitzen ansässig. Der junge Giuseppe Piossasco di None besuchte seit 1692 die zum Hofstaat gehörige kurbayerische Pagerie. Er lernte bei einem Sprachen-Professor, Tanzmeister, Fechtmeister und „Ingenieur- Mathematik- und Fortifikations-Instructor.“ Seit 1695 diente er als Offizier im bayerischen Heer bei den Feldzügen in Flandern, ab 1701 im Spanischen Erbfolgekrieg, beim Zug nach Tirol 1703 und der Schlacht von Höchstädt 1704.
Nach dem Türkenkrieg verkleidete sich im Karneval 1718 die Festgesellschaft im Kaisersaal der Residenz mit Kostümen verschiedener Völker. Piosasque trat als Türke auf. Anfang April heiratete er Violanta von Toerring-Seefeld. Aus der Ehe gingen sieben Kinder hervor. Erst 1732 wurde das Palais in der Theatinerstraße 16 fertiggestellt. Piosasque folgte dem Kurfürsten Karl Albrecht in den Österreichischen Erbfolgekrieg, wurde bei Belgrad verwundet und 1739 zum Feldmarschallleutnant ernannt. Seit 10. Juli 1742 war Piosasque General der Kavallerie. Seit 1743 fungierte Piosasque als bayerischer Botschafter in Frankreich. Unter Kurfürst Maximilian III. Joseph versah er seine Dienste auch als Hauptmann der Hartschier-Leibgarde. Er war außerdem bayerischer Kammerherr und bekleidete zum Schluss den militärischen Rang eines Generalfeldmarschalls. 1774 stand er als „seiner römischen kaiserlichen Majestät Karl VII. wirklicher geheimer Rat, Pfleger zu Dachau“ im Churbayerischen Hof- und Staatskalender. Ein Nachruf erschien 1776 im Churbaierischen Intelligenzblatt. Der Feldmarschall wurde in der Domkapitelsgruft der Münchner Frauenkirche beigesetzt.